# Jelizaveta Bagrejeva-Speranskaja
Jelizaveta Michajlovna Bagrejeva-Speranskaja (ryska: Елизавета Михайловна Багреева-Сперанская), född 19 september 1799 i Sankt Petersburg, död 4 april 1859 i Wien, var en rysk författare. Hon var dotter till Michail Speranskij.
Bagrejeva-Speranskajas salong i Sankt Petersburg utgjorde länge medelpunkten för en utvald krets av forskare, konstnärer och statsmän. De mest bekanta av hennes arbeten är Méditations chrétiennes (1853), Les pélerins russes à Jérusalem (1854), Les dernières heures de l'empereur Nicolas (1855) och La vie de château en Ukraine (1857).